# Agora-project
Agora-Project est une application de travail collaboratif simple, complète et intuitive
Il s'agit d'un Espace Numérique de Travail pour le partage de fichiers, d'agendas, de tâches et projets. Il intègre également un forum de discussion, un fil d'actualités et un outil de visioconférence.

## Fonctionnalités
Principaux modules :
- un gestionnaire de fichiers en ligne, permettant le partage de documents, photos, vidéos, etc.
- un agenda par utilisateur et des agendas partagés
- un outil de visioconférence basé sur Jitsi
- un tableau de bord pour afficher des actualités et voir les derniers éléments de l'espace
- une messagerie instantanée pour discuter en direct
- un outil de sondages
- un forum de discussions
- un gestionnaire de tâches, avec diagramme de Gantt
- un outil d'envoi de mails groupés (newsletters)
- un annuaire de contacts
- un partage de favoris (url)
Le contenu est automatiquement indexé, pour effectuer une recherche via le moteur de recherche intégré.
L'application est adaptée aux mobiles et tablettes.

## Captures d'écran

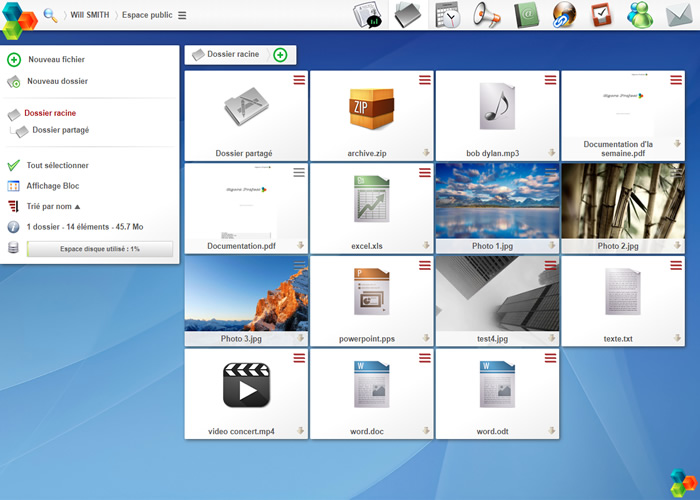
Module de gestion de fichiers
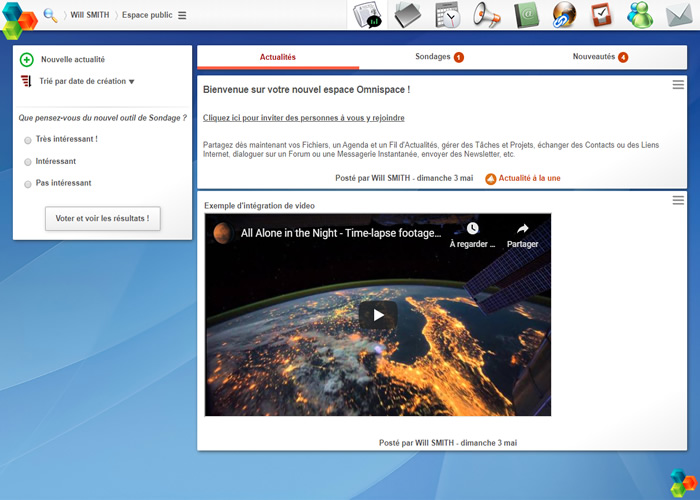
Module de publication d'actualités
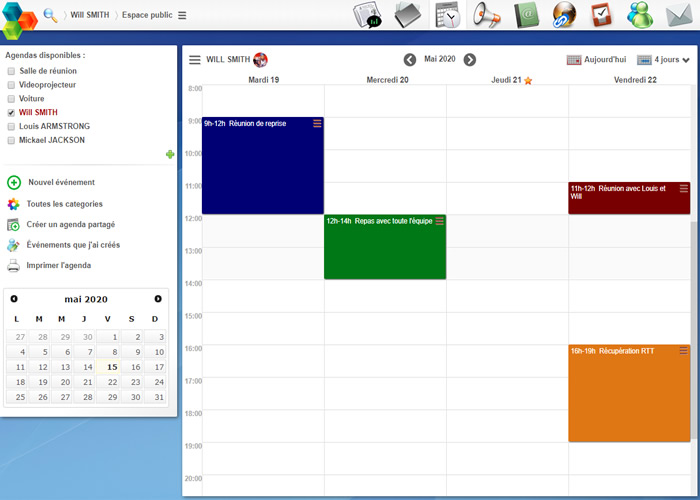
Agenda partagé
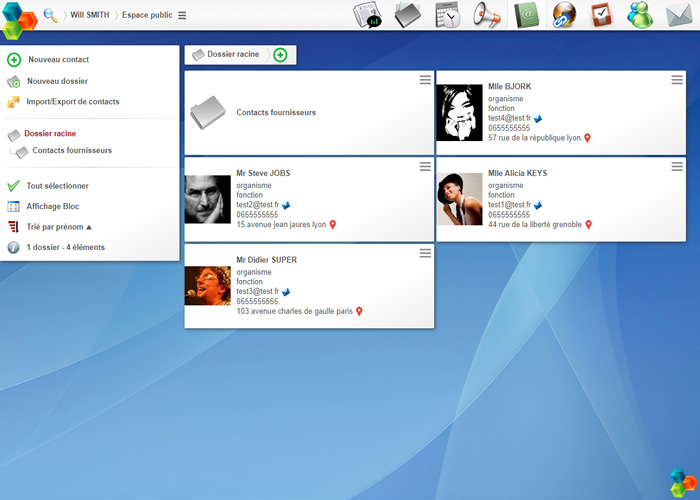
Module de partage de contacts
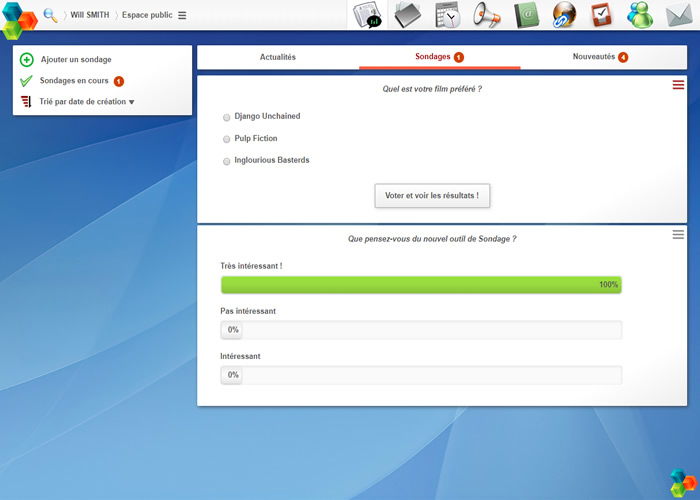
Module de création de sondages
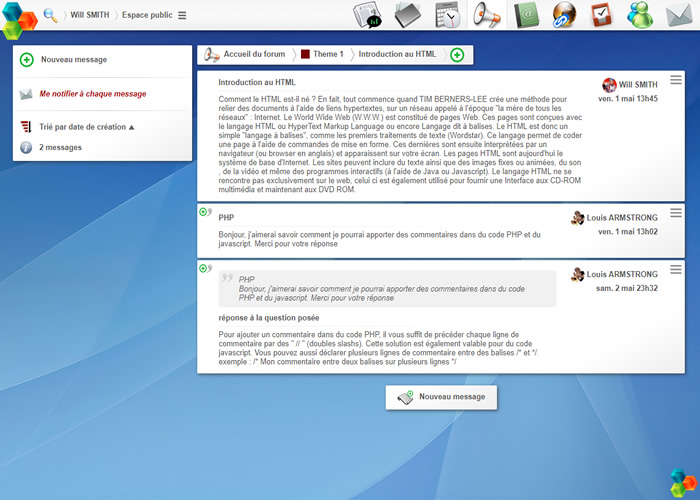
Forum de discussion
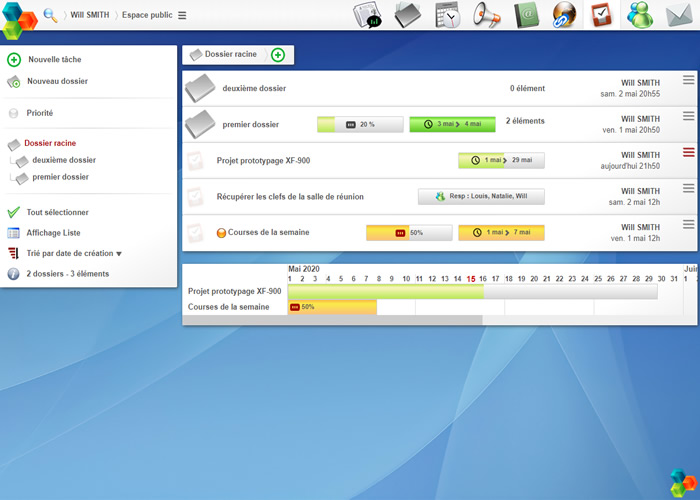
Module de gestion de tâches et GANTT
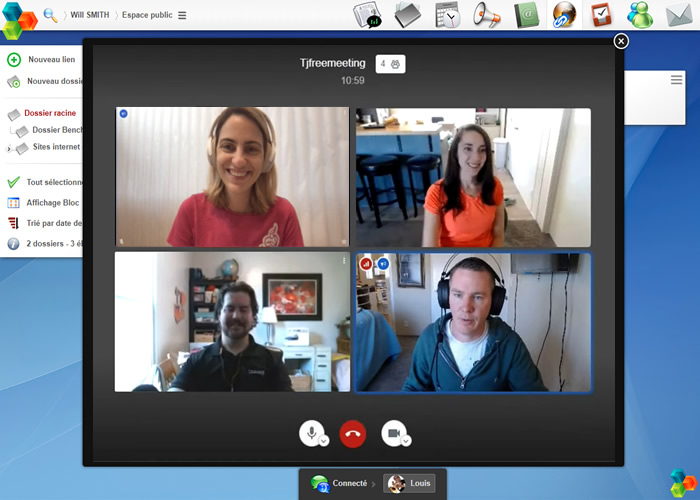
Module de Visioconférences
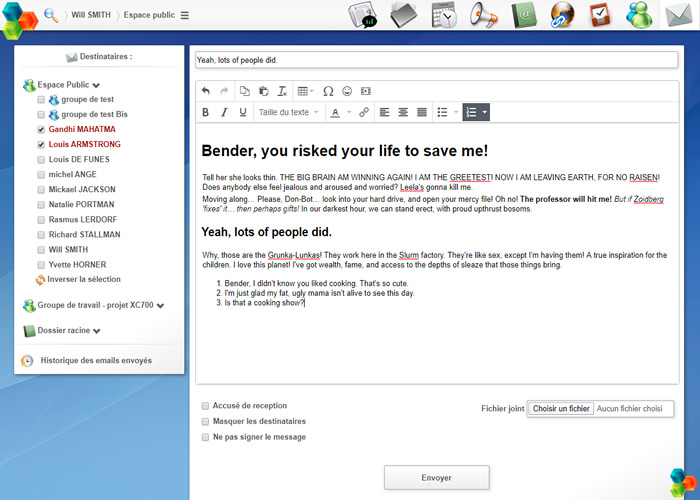
Module d'envoi de mails / newsletters